# 川口美樹
川口 美樹（かわぐち よしき、1988年7月26日）は、恋愛コラムニスト。婚活アドバイザー。恋愛・婚活メディア『LoveBook』編集長。ウェブマーケター。

## 略歴
東京生まれ。日本大学芸術学部 映画学科演技コース卒業。
大学卒業後、俳優活動中に参加した講演会や、東日本大地震のボランティア活動を通じて、ファスティングなどの美容アドバイザーとしての活動を始める。
その後、恋愛コラムニストとして、恋愛コラムの執筆を開始。「ハウコレ」・「カナウ」・「DOKUJO」などで連載をもつ。
現在は、恋愛・婚婚活メディア『LoveBook』の編集長を務め、恋愛・結婚に関する書籍を出版。
恋愛の専門家としてのTV出演、講演活動も行っている。

## 書籍
- 「私のことが大好きな彼」をつくり出す! “今ドキ男子”の神トリセツ (大和出版) ISBN 978-4804705989
- なぜあなたの恋愛は思い通りにならないのか?〜女性1000人のカウンセリングから見えた真実〜（キッカケ出版）ISBN 978-4909745125

## 主なメディア出演
テレビ・ラジオ
- 『5時に夢中!』（TOKYO MX、2021年5月）

## インタビュー
- キャリア・インタビュー vol.2 川口美樹さん（元俳優・フリーランス）
- 器用貧乏からの脱却。自分だけの「在り方」を見つけ出したキッカケ
- 役者から恋愛コラムニストに転身した川口さんと人生のパートナーとの関係性は働くにも影響するのか？を対談してみた
- 【川口 美樹さん】幸せな恋愛・結婚をサポートするだけではなく、相談者に寄り添う恋愛プロフェッショナル！